# Villemer (Seine-et-Marne)
Villemer ist eine französische Gemeinde mit 766 Einwohnern (Stand 1. Januar 2022) im Département Seine-et-Marne in der Region Île-de-France.

## Geographie
Der zum Gemeindeverband Communauté de communes Moret Seine et Loing gehörende Ort befindet sich zehn Kilometer südlich von Moret-sur-Loing am Zusammentreffen der Landstraßen D218 und D403.

## Sehenswürdigkeiten
- Kirche Notre-Dame, erbaut im 12. Jahrhundert

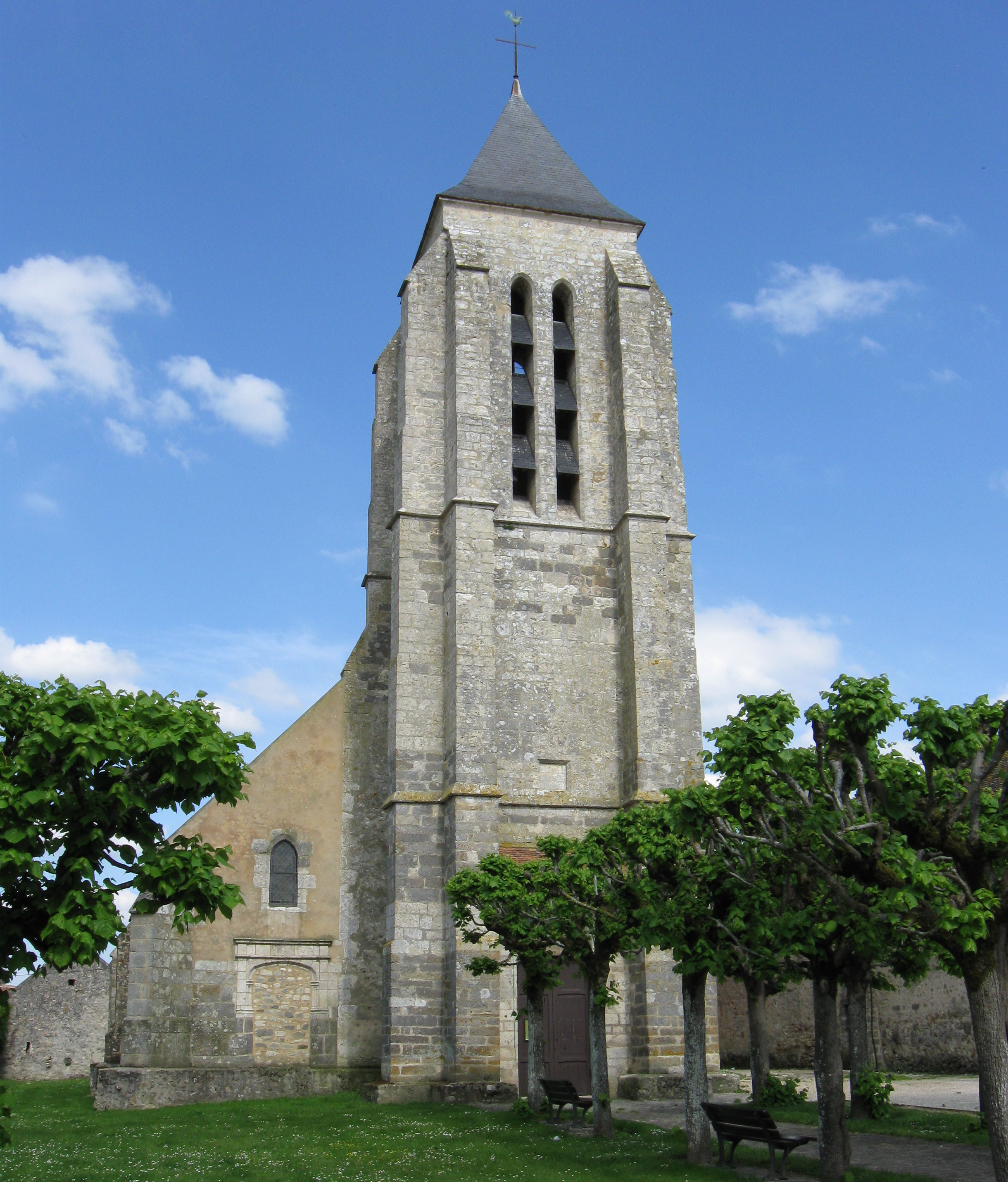
Kirche Notre-Dame